# 踊り
踊り（おどり）は、広義の日本舞踊のうちリズムに合わせた跳躍運動を主としたもの。
本来、舞とは異なる性格のもので、舞が旋回を要素とするのに対し、踊りは跳躍を要素とするものをいう。また、舞は個人的・芸術的な要素を古くから強くもっていたのに対し、踊りは群舞または乱舞といった集団的形態をとりむしろ生活的な要素を強くもつものだった。明治以前は舞とは厳然と区別されていたが、ダンスの和訳として舞踊という言葉ができ区別が意識されなくなった。

## 解説
人間の喜怒哀楽を表すのに適した音楽的な動きであり、舞が専門的技能を有する少数で演じられるのに対し、素人が群れをなす場合が多く、場も特殊な舞台などは必要としないという特徴がある。
踊りは民衆の中から生まれたものでありその起源を求めるのは難しい。ただ、歴史的に大きな動きとして現れるのは、南北朝の内乱後、室町時代に入って念仏踊りや分霊踊りが登場してからのことである。応仁の乱の後、京都では風流踊が爆発的に流行し、幕府は禁圧したものの、町では踊りの競演が行なわれ諸地域連合の踊りへと発展した。庶民は年中行事などになると大きな集団で街頭へ出て、風流踊、踊念仏、盆踊りなどに加わった。
安土桃山時代に素人芸である踊りを興行化した出雲阿国らの歌舞伎踊りがあり江戸時代に大流行したが、これは語源の「カブク」が示すようにみだらな芸であり、舞が禄の対象であったのに対し取り締まりの対象であった。しかし明治維新後、舞が禄を失って絶えてしまったのに比し、現在歌舞伎舞踊は重要無形文化財になっている。
「舞（まい）」と「踊り（おどり）」は、今日では同義語のように用いられることが多いが、その場合、地域的には関東では「踊り」、関西では「舞」の使用例が卓越する。元来、旋回運動をもととする舞と跳躍運動をもととする踊りは厳然と区別されていたのであり、そのことをはじめに指摘したのは折口信夫であった。ところが東西における舞踊に関する地域的使用例に濃淡が生じていることは、江戸においては歌舞伎の舞台において踊りの有力な本源があるのに対し、京や大坂などの上方では能楽の舞台が舞踊の基準となる権威として機能していたという差異に由来する。
中世後期において「舞」と言えば幸若舞（曲舞）を指すという時代があったのと同様、近世以降にあって「踊り」といえば歌舞伎舞踊を指す一時期があった。踊りの起源は中世の念仏踊りあるいはそれ以前にさかのぼるが、池田弥三郎によれば、踊りの系統の芸能において芸術の領域にまで高められたのは歌舞伎以前にはないのであって、現在郷土芸能として存在するものの調査や文献資料の調査からも、種目の名称としての「踊り」は「舞」にくらべて時代が新しいと評される。ただし、種目としての名称は新しいとしても宗教的ないし信仰的な動作や伝承としての起源は古かったのであり、「踊り」の名を独占するような有力なものが現れなかったの意である。これは、芸能としての踊りが舞にくらべて、長い間、中央的でなかったことにも起因している。